# Kfar Šmu'el
Kfar Šmu'el (hebrejsky כְּפַר שְׁמוּאֵל, doslova „Šmu'elova vesnice“, v oficiálním přepisu do angličtiny Kefar Shemu'el, přepisováno též Kfar Shmu'el) je vesnice typu mošav v Izraeli, v Centrálním distriktu, v Oblastní radě Gezer.

## Geografie
Leží v nadmořské výšce 110 metrů na pomezí hustě osídlené a zemědělsky intenzivně využívané pobřežní nížiny a regionu Šefela. Severovýchodně od vesnice protéká Nachal Ajalon, do kterého tu zprava ústí vádí Nachal Anava.
Obec se nachází 24 kilometrů od břehu Středozemního moře, cca 27 kilometrů jihovýchodně od centra Tel Avivu a cca 29 kilometrů severozápadně od historického jádra Jeruzalému. Kfar Šmu'el obývají Židé, přičemž osídlení v tomto regionu je etnicky převážně židovské.
Kfar Šmu'el je na dopravní síť napojen pomocí lokální silnice číslo 424. Severně od mošavu probíhá dálnice číslo 1 spojující Tel Aviv a Jeruzalém, která se tu kříží se silnicí dálničního typu číslo 431 vedoucí do města Modi'in-Makabim-Re'ut, přičemž paralelně s ní byla v 1. a 2. dekádě 21. století trasována i nová vysokorychlostní železniční trať Tel Aviv – Jeruzalém, která tu ovšem nemá stanici a na místní dopravní vztahy nemá vliv.

## Dějiny
Kfar Šmu'el byl založen v roce 1950. Zakladateli vesnice byla skupina Židů z Rumunska. Na vzniku osady se podíleli členové mládežnického hnutí ha-No'ar ha-cijoni.
Pojmenována je podle amerického židovského předáka Stephena Wise.

## Demografie
Podle údajů z roku 2014 tvořili naprostou většinu obyvatel v Kfar Šmu'el Židé (včetně statistické kategorie "ostatní", která zahrnuje nearabské obyvatele židovského původu ale bez formální příslušnosti k židovskému náboženství).
Jde o menší obec vesnického typu s dlouhodobě rostoucí populací. K 31. prosinci 2014 zde žilo 834 lidí. Během roku 2014 populace klesla o 0,4 %.
| Rok            | 1961 | 1972 | 1983 | 1995 | 2001 | 2003 | 2004 | 2005 | 2006 | 2007 | 2008 | 2009 | 2010 | 2011 | 2012 | 2013 | 2014 |
| -------------- | ---- | ---- | ---- | ---- | ---- | ---- | ---- | ---- | ---- | ---- | ---- | ---- | ---- | ---- | ---- | ---- | ---- |
| Počet obyvatel | 286  | 233  | 279  | 371  | 481  | 533  | 581  | 623  | 664  | 715  | 742  | 802  | 815  | 814  | 829  | 837  | 834  |